# L&YR First Class Dining Car
Die ab 1905 gebauten Speisewagen 1. Klasse mit dreiachsigen Drehgestellen (im Englischen mit First Class Dining Car bezeichnet) der britischen Lancashire and Yorkshire Railway (L&YR) waren die größten jemals in Dienst gestellten Reisezugwagen der Gesellschaft.

## Geschichte

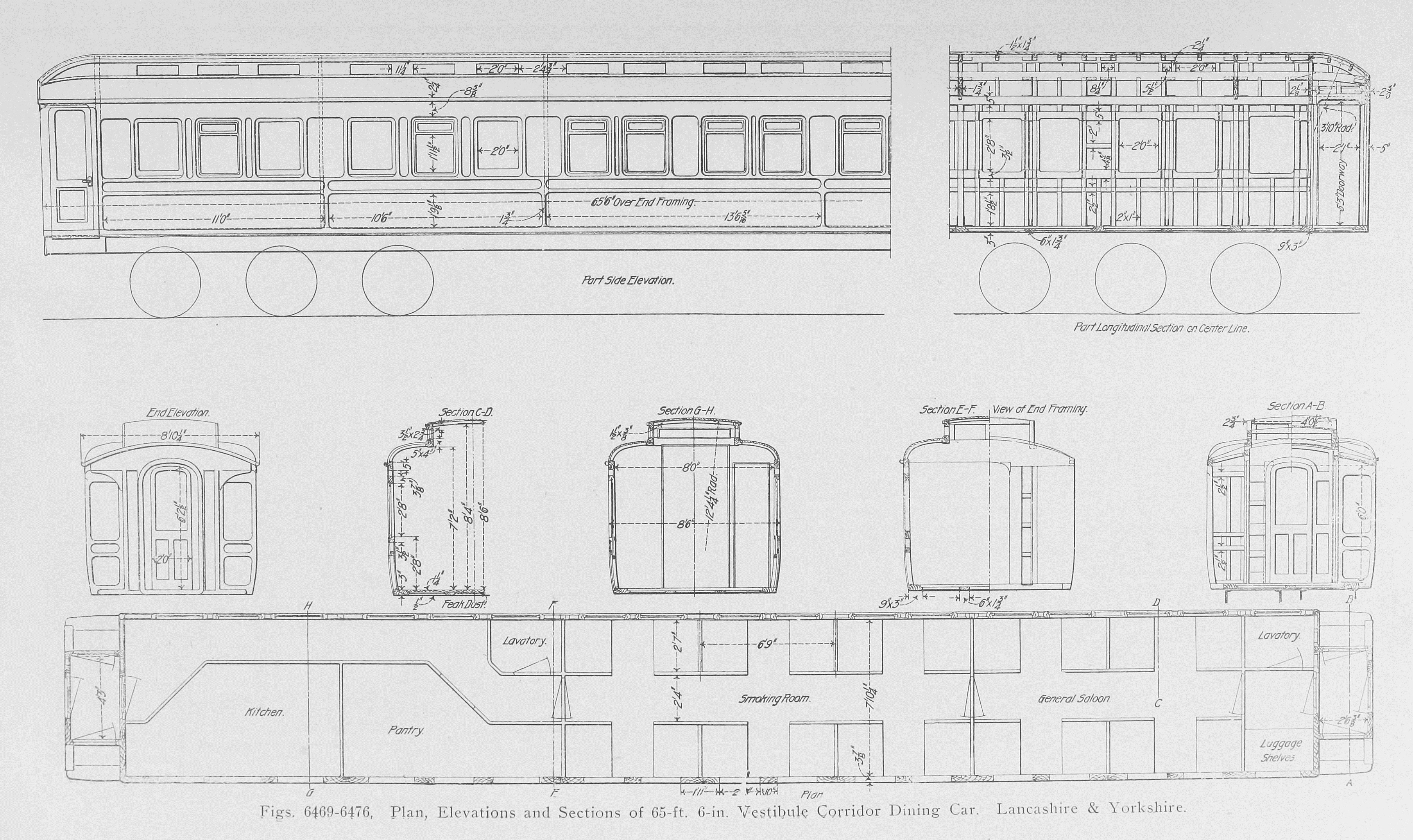
Detailzeichnung Wagen 212 nach Musterblatt 61

1905 entstand in den bahneigenen Werkstätten der L&YR in Newton Heath ein sechsachsiger Speisewagen 1. Klasse mit einer Länge von fast 20 m. Der Wagen nach Musterblatt 61 war mit nur 20 Sitzplätzen sehr großzügig und geräumig eingerichtet und hatte sogar zwei Toiletten. 1907 und 1908 entstanden drei weitere Wagen, die vom Grundaufbau identisch waren, aber sich von der Anzahl und Anordnung der Sitzplätze und Toiletten sowie den Fenstergrößen und verwendeten Drehgestellen stark unterschieden. Die beiden 1907 gebauten Wagen 213 und 214 nach Musterblatt 85 hatten statt 20 nun 33 Sitzplätze und nur noch eine Toilette. Der Küchen- und Servicebereich blieb von der Größe her fast gleich groß. Das vergrößerte Sitzplatzangebot entstand vor allem durch schmalere Sitze und einen rund 10 cm breiteren Wagenkasten. Der 1908 gebaute Wagen Nr. 215 nach Musterblatt 120 hatte sogar 34 Sitzplätze. Der erste Wagen hatte ein Oberlichtdach.
Die Wagen waren auf den Schnellzugstrecken von Fleetwood nach Leeds, dem sogenannten Belfast Boat Train, und von Liverpool über Manchester nach Leeds im Einsatz.
Sie erlebten am 1. Januar 1922 die Fusion mit der London and North Western Railway (LNWR) und ein Jahr später beim Inkrafttreten des Railways Act 1921 auch den damit verbundenen Zusammenschluss mehrerer Eisenbahngesellschaften zur London, Midland and Scottish Railway (LMS). Die ersten drei Wagen wurden zwischen 1936 und 1938 ausrangiert. Der 1908 gebaute Wagen kam 1948 zu British Railways und war dort bis Mai 1951 im Einsatz.